# Danh sách quốc gia Đông Nam Á theo tổng GDP 2011
Danh sách các quốc gia theo tổng GDP năm 2011 là một bảng thống kê về tổng sản phẩm quốc nội danh nghĩa của 11 quốc gia Đông Nam. Bảng thống kê được cập nhật từ Quỹ tiền tệ IMF năm 2011. Danh sách này được thống kê dưới 7 mốc số liệu với bảy loại tiền tệ mạnh là USD, EUR, GBP, AUD, CAD, CNY, JPY. Quốc gia có tổng sản phẩm quốc nội cao nhất Đông Nam Á là Indonesia và thấp nhất là Đông Timor.
| Thứ tự | Các quốc gia | Tổng GDP (Dollar Mỹ) | Tổng GDP (Euro) | Tổng GDP (Bảng Anh) | Tổng GDP (Dollar Úc) | Tổng GDP (Dollar Canada) | Tổng GDP (Nhân dân tệ) | Tổng GDP (Yên Nhật) |
| 1      | Indonesia    | 845,680,000,000      | 635,849,624,000 | 545,600,000,000     | 829,098,039,000      | 843,992,016,000          | 5,573,031,200,000      | 68,796,068,000,000  |
| 2      | Thái Lan     | 345,649,000,000      | 259,886,466,000 | 222,999,355,000     | 338,871,569,000      | 344,959,082,000          | 2,277,826,910,000      | 28,118,546,150,000  |
| 3      | Malaysia     | 278,680,000,000      | 209,533,835,000 | 179,793,548,000     | 273,215,686,000      | 278,123,753,000          | 1,836,501,200,000      | 17,572,411,850,000  |
| 4      | Singapore    | 259,849,000,000      | 195,375,188,000 | 167,644,516,000     | 254,753,922,000      | 259,330,339,000          | 1,712,404,910,000      | 21,138,716,150,000  |
| 5      | Philippines  | 213,129,000,000      | 160,247,368,000 | 137,502,581,000     | 208,950,000,000      | 212,703,593,000          | 1,404,520,110,000      | 17,338,044,150,000  |
| 6      | Việt Nam     | 122,722,000,000      | 92,272,181,000  | 79,175,484,000      | 120,315,686,000      | 122,477,046,000          | 808,737,980,000        | 9,983,434,700,000   |
| 7      | Myanmar      | 51,925,000,000       | 39,041,353,000  | 33,500,000,000      | 50,906,863,000       | 51,821,357,000           | 342,185,750,000        | 4,224,098,750,000   |
| 8      | Brunei       | 15,553,000,000       | 11,693,985,000  | 10,034,194,000      | 15,248,039,000       | 15,521,956,000           | 102,494,270,000        | 1,265,236,550,000   |
| 9      | Cambodia     | 12,861,000,000       | 9,669,925,000   | 8,297,419,000       | 12,608,824,000       | 12,835,329,000           | 84,753,990,000         | 1,046,242,350,000   |
| 10     | Lào          | 7,891,000,000        | 5,933,083,000   | 5,090,968,000       | 7,736,275,000        | 7,875,250,000            | 52,001,690,000         | 641,932,850,000     |
| 11     | Đông Timor   | 4,315,000,000        | 3,244,361,000   | 2,783,871,000       | 4,230,392,000        | 4,306,387,000            | 28,435,850,000         | 351,025,250,000     |